# Operação Liberdade Duradoura - Filipinas

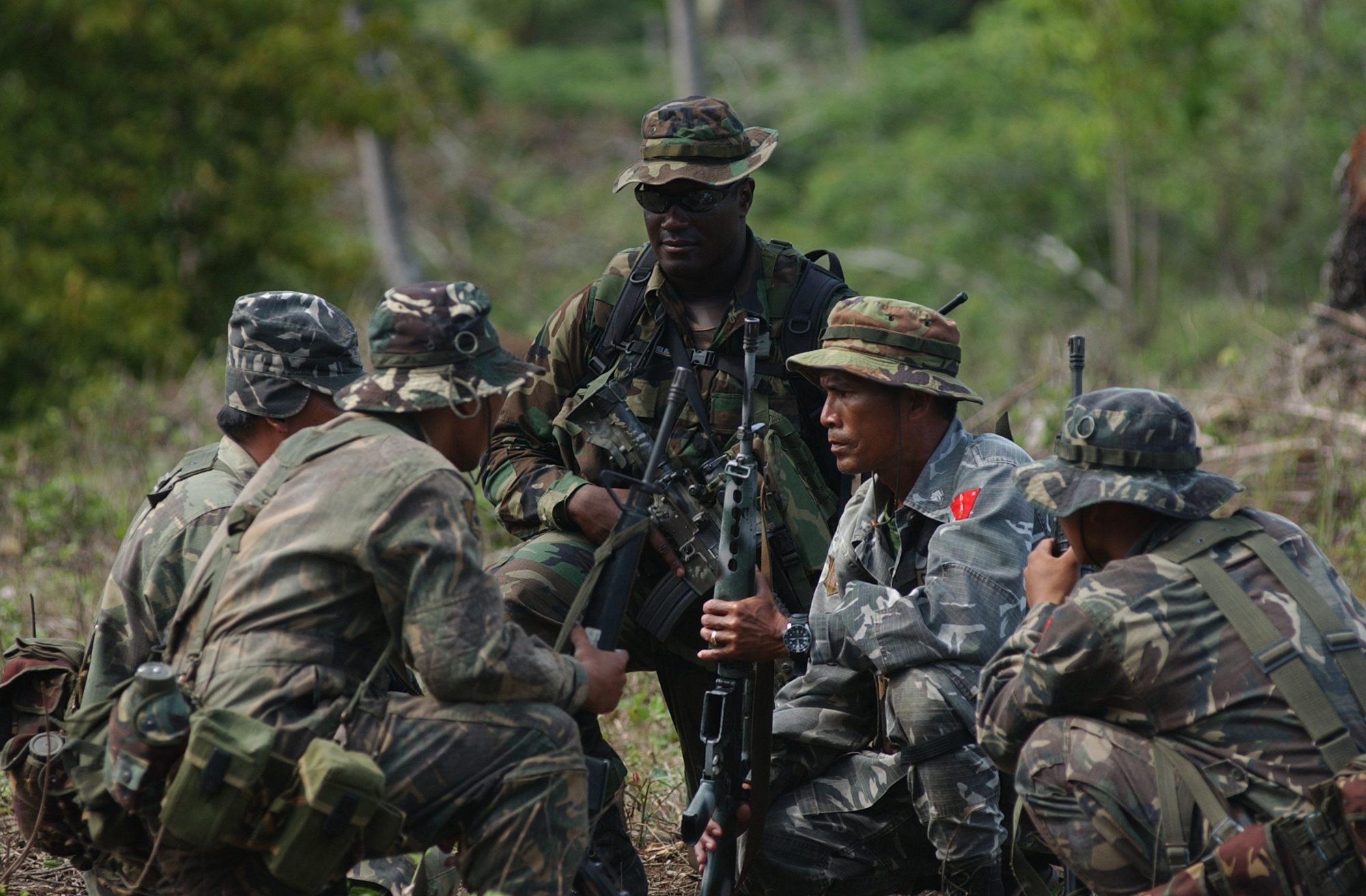
Forças Especiais dos Estados Unidos com membros do Exército das Filipinas.

Operação Liberdade Duradoura - Filipinas (Operation Enduring Freedom – Philippines, OEF-P) ou Operação Águia da Liberdade (Operation Freedom Eagle) fez parte da Operação Liberdade Duradoura e da Guerra ao Terror global.  A Operação teve como alvo os vários grupos terroristas jihadistas que operam nas Filipinas. Em 2009, cerca de 600 militares dos Estados Unidos estavam assessorando e ajudando as Forças Armadas das Filipinas no sul do país.  Além disso, em 2014, a CIA havia enviado seus oficiais paramilitares de elite de sua Divisão de Atividades Especiais para caçar e matar ou capturar os principais líderes terroristas.  Este grupo teve mais sucesso no combate e captura de líderes da al-Qaeda e de líderes dos grupos associados como Abu Sayyaf. 

## Missão
A missão da Força-Tarefa de Operações Especiais Conjuntas nas Filipinas (Joint Special Operations Task Force in the Philippines, JSOTF-P) foi
apoiar a abordagem abrangente das Forças Armadas das Filipinas em sua luta contra o terrorismo no sul das Filipinas. A pedido do governo das Filipinas, a JSOTF-P trabalha ao lado da Forças Armadas das Filipinas para derrotar os terroristas e criar as condições necessárias para a paz, estabilidade e prosperidade.

## Missão renovada
Após a Batalha de Marawi, em 2017, o Secretário de Defesa dos Estados Unidos James Mattis declarou uma nova missão de combate ao terrorismo para ajudar no combate a afiliados do Estado Islâmico. A Austrália também enviou forças para ajudar as Forças Armadas das Filipinas.  Em agosto de 2018, 250 norte-americanos estavam envolvidos em operações nas Filipinas. 